# Franklin Knight Lane

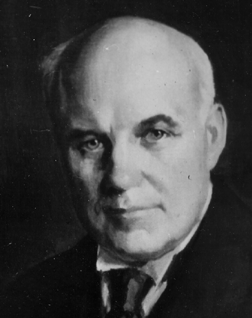
Franklin Knight Lane

Franklin Knight Lane, född 15 juli 1864 i DeSable, Prince Edward Island, död 18 maj 1921 i Rochester, Minnesota, var en amerikansk politiker.
Lane var ursprungligen journalist och advokat i San Francisco och användes i åtskilliga statliga och unionella uppdrag och var 1913-20 inrikesminister under Woodrow Wilson. Hans avgång stod i samband med konliken mellan Wilson och Robert Lansing.